# Wilhelm Strack von Weißenbach
Wilhelm Philipp Adolf August Strack, seit 1874 Strack von Weißenbach (* 25. Juli 1838 in Ludwigsburg; † 9. August 1917 in Stuttgart), war ein württembergischer Generalmajor und Autor.

## Leben

### Herkunft
Wilhelm war der Sohn des gleichnamigen württembergischen Oberstleutnants Wilhelm Ludwig von Strack (1798–1867) und dessen Ehefrau Luise, geborene von Weißenbach (1803–1877). Sein Vater war durch die Verleihung des Friedrichs-Ordens in den persönlichen Adelsstand erhoben worden. Der Künstler Anton Wilhelm Strack war sein Großvater.

### Militärkarriere
Nach dem Besuch der Oberrealschule und der Kriegsschule in seiner Heimatstadt schlug Strack eine Offizierslaufbahn bei der Artillerie der Württembergischen Armee ein. Zwischenzeitlich zum Hauptmann aufgerückt, nahm Strack 1870/71 am Krieg gegen Frankreich teil und wurde mit dem Eisernen Kreuz II. Klasse sowie dem Ritterkreuz des Ordens der Württembergischen Krone mit Schwertern ausgezeichnet.
Er wurde am 1. September 1874 mit dem Namenszusatz „von Weißenbach“ in den erblichen württembergischen Adelsstand erhoben. Dies wies auf die namensgleiche Herkunftsfamilie mütterlicherseits hin.
Zuletzt war Strack als Oberstleutnant Abteilungskommandeur im 2. Feldartillerie-Regiments Nr. 29, bis er am 8. Januar 1887 aus dem Dienst schied. Am 6. April 1891 wurde er unter Verleihung des Charakters als Oberst wieder im aktiven Dienst angestellt und mit der Uniform des 2. Feldartillerie-Regiments Nr. 29 dem Kriegsministerium in Stuttgart aggregiert. In Genehmigung seines Abschiedsgesuches wurde er schließlich am 21. Oktober 1892 unter Verleihung des Kommenturkreuz II. Klasse des Friedrichs-Ordens mit Pension und der Erlaubnis zum Tragen seiner Uniform zur Disposition gestellt.
Nach seiner Verabschiedung betätigte sich Strack als Ordenssekretär des Militärverdienstordens und erhielt im Februar 1914 das Ritterkreuz dieses Ordens.
Bei der Mobilmachung anlässlich des Ersten Weltkriegs wurde er in seiner Funktion als wiederverwendeter z.D.-Offizier dem Kriegsministerium aggregiert. König Wilhelm II. verlieh ihm für seine Tätigkeit im Februar 1916 das Wilhelmskreuz mit Schwertern und am 21. April 1917 den Charakter als Generalmajor.

### Familie
Strack hatte sich am 15. März 1887 in Ludwigsburg mit Pia Leypold (* 1849) verheiratet. Die Ehe blieb kinderlos.

## Schriften
- Geschichte der Königlich Württembergischen Artillerie. Kohlhammer, Stuttgart 1882.
- Der Regierende Graf Wilhelm zu Schaumburg-Lippe. Ein Beitrag zu der Geschichte des Fürstentums Schaumburg-Lippe sowie der des siebenjährigen Krieges. Grimme, Bückeburg 1889.
- Herzog Christoph von Württemberg mit besonderer Berücksichtigung seiner Bedeutung für das Württembergische Kriegswesen. Huzenlaub, Stuttgart 1889.
- Geschichte des Königlich Württembergischen Militärverdienstordens und der sonstigen Königlich Württembergischen Militärehrenzeichen. Kohlhammer, Stuttgart 1907.